# Stasi Kurz
Anastasia „Stasi“ Kurz (* 31. August 1931) ist eine deutsche Kostümbildnerin.

## Biografie
Anastasia 'Stasi' Kurz erhielt ihre künstlerische Ausbildung an der Meisterschule für Mode und an der Akademie der Bildenden Künste. Seit 1970 als Kostümbildnerin tätig, arbeitete sie in den kommenden zwei Jahrzehnten an einer Fülle von Kino- und Fernsehfilmen. Zu ihren wichtigsten Arbeiten zählen Inszenierungen von Georg Tressler, Bernhard Wicki, Helmut Dietl, Rainer Erler, Dieter Wedel, Peter Beauvais, Bernhard Sinkel, Michael Verhoeven und Wolfgang Staudte.
Darüber hinaus gestaltete Stasi Kurz auch die Kostüme für eine Reihe von Serien: von Graf Yoster gibt sich die Ehre und Das Blaue Palais über Münchner Geschichten bis zu Bekenntnisse des Hochstaplers Felix Krull, Löwengrube und Marienhof -- ihre derzeit letzte nachweisbare Fernseharbeit. Außerdem hat sich Anastasia Kurz immer wieder für Kinderfilme („Reserl am Hofe“, „Zirkuskinder“) engagiert, von denen die Pumuckl-Filme am besten in Erinnerung geblieben sind.

## Filmografie
- 1972 ff.: Graf Yoster gibt sich die Ehre (TV-Serie)
- 1974: Münchner Geschichten (TV-Serie)
- 1974 ff.: Das Blaue Palais (TV-Serie)
- 1975: Die letzten Ferien (TV)
- 1975: Die Eroberung der Zitadelle (UA: 1977)
- 1976: Operation Ganymed
- 1977: Das Einhorn
- 1978: Zwischengleis
- 1980: Tatort: Der Zeuge (TV-Serie)
- 1981: Meister Eder und sein Pumuckl
- 1982: Die weiße Rose
- 1983: Hauptsache: Leben … (TV)
- 1983: Wenn ich mich fürchte
- 1984: Die schwarzen Brüder (TV-Serie)
- 1984: Reserl am Hofe (TV)
- 1985: Ein fliehendes Pferd (TV)
- 1985: Zirkuskinder (TV)
- 1989: Löwengrube (TV-Serie)
- 1995: Marienhof (TV-Serie)